# ایمان حجت
ایمان حجت خواننده , آهنگساز، نوازنده، تنظیم کننده، میکس و مسترینگ کننده اهل ایران است.

## زندگی‌نامه
ایمان حجت از ۱۳ سالگی نوازندگی گیتار آغاز کرد. دوره‌های نوازندگی گیتار الکتریک، کلاسیک و فلامنکو رو نزد اساتید فرهاد مجذوب و سیمون ایوازیان گزرانده، سپس دوره‌های تئوری موسیقی را نزد استاد محسن نفر و دوره‌های سلفژ ،هارمونی و اهنگسازی رو نزد استاد وارطان ساهاکیان ادامه داده.
از ۲۲ سالگی فعالیت حرفه ای در آهنگسازی و تنظیمموسیقی رو شروع کرده، در سال ۱۳۸۱ استودیوی تخصصی صدا برداری و میکس و مسترینگ به نام استودیو راگا تأسیس کرده که به عنوان بهترین استودیوی صدا برداری و میکس و مستر در مجلات مربوط به موسیقی از طرف احالی فن موسیقی انتخاب شد،
در سال ۱۳۹۰ قطعه وای اگه نباشی یا همان سراب با آهنگسازی و تنظیم ایمان حجت در رقابتهای سایت
Songoftheyear تقدیرنامه ویژه گرفت.

## دستگیری
او در در ماه سال ۱۳۹۱ همراه با چهار نفر دیگر از جمله روزبه بمانی، علیرضا افکاری، افشین مقدم (ترانه‌سرا) و یغما گلرویی بابت ضبط و میکس و مسترینگ قطعات آلبوم اعجاز گوگوش و هنرمندان دیگر توسط پلیس امنیت اجتماعی نیروی انتظامی دستگیری شد.

## موسیقی فیلم
| نام اثر                           | کارگردان       | نقش                                                              |
| --------------------------------- | -------------- | ---------------------------------------------------------------- |
| ورود و خروج ممنوع                 | امید آقایی     | موسیقی متن                                                       |
| مطرب (فیلم ۱۳۹۸)                  | مصطفی کیایی    | میکس و مسترینگ قطعات فیلم با صدای پرویز پرستویی و عایشه‌گل جوشکون |
| هشت و نیم دقیقه                   | شهرام شاه‌حسینی | ساخت تیتراژ پایانی با صدای احسان خواجه‌امیری                      |
| بازی پنهان                        | شاپور قریب     | موسیقی متن و تیتراژ                                              |
| همه فرزندان من (مجموعه تلویزیونی) | محمد دستگردی   | موسیقی متن و تیتراژ                                              |

## آهنگسازی و تنظیم
| قطعه                                   | خواننده          | ترانه‌سرا      | آهنگساز          | نقش                                 |
| -------------------------------------- | ---------------- | ------------- | ---------------- | ----------------------------------- |
| سادگی                                  | امید حجت         | افشین یداللهی | ایمان حجت        | نوازنده، تنظیم‌کننده، میکس و مسترینگ |
| کوچ اجباری عاشق                        | امید حجت         | افشین یداللهی | ایمان حجت        | نوازنده، تنظیم‌کننده، میکس و مسترینگ |
| انگار نه انگار از آلبوم برای اولین بار | احسان خواجه‌امیری | افشین یداللهی | امید حجت         | نوازنده، تنظیم‌کننده، میکس و مسترینگ |
| شقایق                                  | احسان خواجه‌امیری | افشین یداللهی | احسان خواجه‌امیری | نوازنده، تنظیم‌کننده، میکس و مسترینگ |
| دیوونه حالی                            | احسان خواجه‌امیری | حسین غیاثی    | احسان خواجه‌امیری | نوازنده، تنظیم‌کننده، میکس و مسترینگ |
| باتو ام                                | احسان خواجه‌امیری | حسین غیاثی    | مهرداد نصرتی     | نوازنده، تنظیم‌کننده، میکس و مسترینگ |
| آتش عطش                                | احسان خواجه‌امیری | افشین یداللهی | مهرداد نصرتی     | نوازنده، تنظیم‌کننده، میکس و مسترینگ |
| آغوش تو                                | رضا صادقی        | رضا صادقی     | رضا صادقی        | نوازنده، تنظیم‌کننده، میکس و مسترینگ |
| ایران زمین                             | خشایار اعتمادی   | مریم دلشاد    | خشایار اعتمادی   | نوازنده، تنظیم‌کننده، میکس و مسترینگ |
| با نیلوفر تا مهتاب                     | مهرداد محمدپور   |               | ایمان حجت        | نوازنده، تنظیم‌کننده، میکس و مسترینگ |

## میکس و مسترینگ
| قطعه                               | خواننده                                                  | نقش            |
| ---------------------------------- | -------------------------------------------------------- | -------------- |
| سلام آخر                           | احسان خواجه‌امیری                                         | میکس و مسترینگ |
| عاشقانه‌ها (آلبوم احسان خواجه‌امیری) | احسان خواجه‌امیری                                         | میکس و مسترینگ |
| سنتوری (آلبوم)                     | محسن چاوشی                                               | میکس و مسترینگ |
| منو رها کن                         | مهدی یراحی                                               | میکس و مسترینگ |
| سلام آقا                           | محسن چاوشی محمد علیزاده رضا صادقی مهدی یغمایی مهدی یراحی | میکس و مسترینگ |
| رگ خواب (آلبوم محسن یگانه)         | محسن یگانه                                               | میکس و مسترینگ |
| حباب (آلبوم)                       | محسن یگانه                                               | میکس و مسترینگ |
| اعجاز                              | گوگوش                                                    | میکس و مسترینگ |
| بهشت                               | گوگوش                                                    | میکس و مسترینگ |
| برای من همین خوبه                  | گوگوش                                                    | میکس و مسترینگ |
| پرستش                              | داریوش (خواننده)                                         | میکس و مسترینگ |
| همدم                               | معین                                                     | میکس و مسترینگ |
| تا نفس هست …                       | شهرام شکوهی                                              | میکس و مسترینگ |
| دیگه تموم شد                       | رضا صادقی                                                | میکس و مسترینگ |
| معصومانه                           | رضا صادقی                                                | میکس و مسترینگ |
| کما ۳                              | حمید عسکری                                               | میکس و مسترینگ |
| خوشبختی                            | حمید عسکری                                               | میکس و مسترینگ |
| دیوونه‌وار                          | حمید عسکری                                               | میکس و مسترینگ |
| تو محکومی به برگشتن                | خشایار اعتمادی                                           | میکس و مسترینگ |
| روایت عاشقانه                      | نیما مسیحا                                               | میکس و مسترینگ |
| یه لحظه از تو                      | نیما مسیحا                                               | میکس و مسترینگ |
| یاران                              | غلام کویتی‌پور                                            | میکس و مسترینگ |
| طوفان عشق                          | سالار عقیلی                                              | میکس و مسترینگ |

## نوازنده
| قطعه                             | خواننده    | ساز   |
| -------------------------------- | ---------- | ----- |
| آلبوم یه شاخه نیلوفر             | محسن چاوشی | گیتار |
| آلبوم رگ خواب (آلبوم محسن یگانه) | محسن یگانه | گیتار |
| آلبوم نگاه من                    | محسن یگانه | گیتار |
| آلبوم منو رها کن                 | مهدی یراحی | گیتار |